# إيمانويل أغيمانغ بادو
إيمانويل أغيمانغ بادو (بالإنجليزية: Emmanuel Agyemang-Badu)‏ (مواليد 2 ديسمبر 1990)، يشتهر بـبادو، هو لاعب كرة قدم غاني. يلعب حاليًا لصالح نادي أودينيزي الإيطالي.

## روابط خارجية
- إيمانويل أغيمانغ بادو على فرق كرة القدم الوطنية.كوم
- إيمانويل أغيمانغ بادو على موقع الاتحاد الدولي (مؤرشف)  (الإنجليزية)
- إيمانويل أغيمانغ بادو على موقع اتحاد تركيا (لاعب) (الإنجليزية)
- إيمانويل أغيمانغ بادو على موقع قاعدة بيانات كرة القدم.إي يو (الإنجليزية)
- إيمانويل أغيمانغ بادو على موقع ناشيونال فوتبول تيمز (الإنجليزية)
- إيمانويل أغيمانغ بادو على موقع Soccerway.com (الإنجليزية)
- إيمانويل أغيمانغ بادو على موقع عالم كرة القدم.نت (الإنجليزية)
- إيمانويل أغيمانغ بادو على موقع AS.com (الإسبانية)